# Ontologia

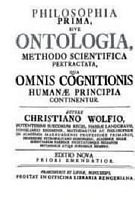
A Ontologia é um dos ramos mais importantes da Metafísica, por estudar conceitos existencias. É um dos ramos mais relevantes da filosofia, no geral.

Ontologia (do grego ontos "ente" e -logia, "discurso lógico"; no conjunto, "ciência do ser") é o ramo da filosofia que estuda conceitos como existência, ser, devir e realidade. Inclui as questões de como as entidades são agrupadas em categorias básicas e quais dessas entidades existem no nível mais fundamental. A ontologia é às vezes referida como a ciência do ser e pertence ao maior ramo da filosofia conhecido como metafísica.
Os ontologistas frequentemente tentam determinar quais são as categorias ou tipos mais altos e como formam um sistema de categorias que fornece uma classificação abrangente de todas as entidades. As categorias comumente propostas incluem substâncias, propriedades, relações, estados de coisas e eventos. Estas categorias são caracterizadas por conceitos ontológicos fundamentais, como particularidade e universalidade, abstração e concretude, ou possibilidade e necessidade. De especial interesse é o conceito de dependência ontológica, que determina se as entidades de uma categoria existem no nível mais fundamental. As discordâncias dentro da ontologia são muitas vezes sobre se as entidades pertencentes a uma determinada categoria existem e, em caso afirmativo, como se relacionam com outras entidades.
Quando usado como substantivo contável, os termos "ontologia" e "ontologias" referem-se não à ciência do ser, mas às teorias dentro da ciência do ser. As teorias ontológicas podem ser divididas em vários tipos de acordo com seus compromissos teóricos. As ontologias monocategóricas sustentam que há apenas uma categoria básica, o que é rejeitado pelas ontologias policategóricas. As ontologias hierárquicas afirmam que algumas entidades existem em um nível mais fundamental e que outras entidades dependem delas. As ontologias planas, por outro lado, negam tal status privilegiado a qualquer entidade.

## Visão geral
A ontologia está intimamente associada à questão de Aristóteles do "ser enquanto ser": a questão do que todas as entidades no sentido mais amplo têm em comum. O princípio eleático é uma resposta a esta pergunta: afirma que o ser está inextricavelmente ligado à causalidade, que "o poder é a marca do Ser". Um problema com esta resposta é que exclui os objetos abstratos. Outra resposta explícita, mas pouco aceita, pode ser encontrada no slogan de Berkeley de que "ser é ser percebido". Intimamente relacionado, mas não idêntico à questão de "ser enquanto ser" é o problema das categorias. Categorias são geralmente vistas como os tipos ou gêneros mais altos. Um sistema de categorias fornece uma classificação de entidades que é exclusiva e exaustiva: cada entidade pertence a exatamente uma categoria. Várias classificações foram propostas, muitas vezes incluem categorias para substâncias, propriedades, relações, estados de coisas e eventos. No centro da diferenciação entre categorias estão vários conceitos e distinções ontológicas fundamentais, por exemplo, os conceitos de particularidade e universalidade, de abstração e concretude, de dependência ontológica, de identidade e de modalidade. Estes conceitos são às vezes tratados como categorias em si, são usados para explicar a diferença entre categorias ou desempenham outros papéis centrais na caracterização de diferentes teorias ontológicas. Dentro da ontologia, há uma falta de consenso geral sobre como as diferentes categorias devem ser definidas. Diferentes ontólogos frequentemente discordam sobre se certa categoria tem algum membro ou se uma determinada categoria é fundamental.
O mais antigo registro da palavra ontologia é o latino ontologia, que surgiu em 1606, no trabalho Ogdoas Scholastica, de Jacob Loard (Lorhardus), e em 1613 no Lexicon philosophicum, de Rudolf Göckel.

### Particulares e universais
Particulares ou indivíduos são geralmente contrastados com universais. Os universais dizem respeito a características que podem ser exemplificadas por vários particulares diferentes. Por exemplo, um tomate e um morango são dois particulares que exemplificam o universal da cor vermelha. Os universais podem estar presentes em vários lugares distintos no espaço ao mesmo tempo, enquanto os particulares são restritos a um lugar em um momento. Além disso, os universais podem estar completamente presentes em momentos diferentes, razão pela qual às vezes são chamados de repetíveis (repeatables), em contraste com particulares não repetíveis. O chamado problema dos universais é o problema de explicar como diferentes coisas podem concordar em suas características, por exemplo, como um tomate e um morango podem ser ambos vermelhos. Os realistas sobre os universais acreditam que existem universais. Eles podem resolver o problema dos universais explicando a comunalidade através de um universal compartilhado por ambas as entidades. Os realistas estão divididos entre si sobre se os universais podem existir independentemente de serem exemplificados por algo ("ante res") ou não ("in rebus"). Os nominalistas, por outro lado, negam que haja universais. Eles têm que recorrer a outras noções para explicar como uma característica pode ser comum a várias entidades, por exemplo, postulando ou relações fundamentais de semelhança entre as entidades (nominalismo de semelhança) ou uma pertinência compartilhada a uma classe natural comum (nominalismo de classe).

### Abstrato e concreto
Muitos filósofos concordam que há uma distinção exclusiva e exaustiva entre objetos concretos e objetos abstratos. Alguns filósofos consideram que esta é a divisão mais geral do ser. Exemplos de objetos concretos incluem plantas, seres humanos e planetas, enquanto coisas como números, conjuntos e proposições são objetos abstratos. Mas apesar do acordo geral sobre os casos paradigmáticos, há menos consenso sobre quais são as marcas características de concretude e abstração. Sugestões populares incluem definir a distinção em termos da diferença entre (1) existência dentro ou fora do espaço-tempo, (2) ter causas e efeitos ou não e (3) ter existência contingente ou necessária.

### Dependência ontológica
Uma entidade depende ontologicamente de outra entidade se a primeira entidade não pode existir sem a segunda entidade. Entidades ontologicamente independentes, por outro lado, podem existir sozinhas. Por exemplo, a superfície de uma maçã não pode existir sem a maçã e, portanto, depende ontologicamente dela. Entidades muitas vezes caracterizadas como ontologicamente dependentes incluem propriedades, que dependem de seus portadores, e limites, que dependem da entidade que demarcam de seu entorno. Como estes exemplos sugerem, a dependência ontológica deve ser distinguida da dependência causal, na qual um efeito depende para sua existência de uma causa. Muitas vezes é importante fazer uma distinção entre dois tipos de dependência ontológica: rígida e genérica. A dependência rígida diz respeito à dependência de uma entidade específica, tal como a superfície de uma maçã depende de sua maçã específica. A dependência genérica, por outro lado, envolve uma forma mais fraca de dependência: dependência de um certo tipo de entidade. Por exemplo, a eletricidade depende genericamente de partículas carregadas, mas não depende de nenhuma partícula carregada específica. As relações de dependência são relevantes para a ontologia, pois muitas vezes se sustenta que as entidades ontologicamente dependentes têm uma forma de ser menos robusta. Assim se introduz no mundo uma hierarquia que traz consigo a distinção entre entidades mais e menos fundamentais.

### Identidade
A identidade é um conceito ontológico básico que muitas vezes é expresso pela palavra "mesmo". É importante distinguir entre identidade qualitativa e identidade numérica. Por exemplo, considere duas crianças com bicicletas idênticas envolvidas em uma corrida enquanto sua mãe está observando. As duas crianças têm a mesma bicicleta em um sentido (identidade qualitativa) e a mesma mãe em outro sentido (identidade numérica). Duas coisas qualitativamente idênticas são frequentemente chamadas de indiscerníveis. Os dois sentidos de identidade estão ligados por dois princípios: o princípio da indiscernibilidade dos idênticos e o princípio da identidade dos indiscerníveis. O princípio da indiscernibilidade dos idênticos é incontroverso e afirma que se duas entidades são numericamente idênticas entre si, então elas se assemelham exatamente uma à outra. O princípio da identidade dos indiscerníveis, por outro lado, é mais controverso ao fazer a afirmação inversa de que se duas entidades se assemelham exatamente uma à outra, então devem ser numericamente idênticas. Isto implica que "não há duas coisas distintas que se assemelhem exatamente uma à outra". Um contraexemplo bem conhecido vem de Max Black, que descreve um universo simétrico composto por apenas duas esferas com as mesmas características. Black argumenta que as duas esferas são indiscerníveis, mas não idênticas, constituindo assim uma violação do princípio de identidade dos indiscerníveis.
O problema da identidade ao longo do tempo diz respeito à questão da persistência: se ou em que sentido dois objetos em momentos diferentes podem ser numericamente idênticos. Isso é geralmente referido como identidade diacrônica em contraste com a identidade sincrônica. A afirmação de que "a mesa na sala ao lado é idêntica à que você comprou no ano passado" afirma a identidade diacrônica entre a mesa de agora e a mesa de então. Um exemplo famoso de negação da identidade diacrônica vem de Heráclito, que argumenta que é impossível entrar no mesmo rio duas vezes por causa das mudanças que ocorreram desde então. A posição tradicional sobre o problema da persistência é o endurantismo, a tese de que a identidade diacrônica, em um sentido estrito, é possível. Um problema com esta posição é que parece violar o princípio da indiscernibilidade dos idênticos: o objeto pode ter sofrido mudanças nesse ínterim, resultando no fato de que é discernível de si mesmo. O perdurantismo ou quadridimensionalismo (four-dimensionalism) é uma abordagem alternativa que sustenta que a identidade diacrônica só é possível um sentido fraco: enquanto os dois objetos diferem um do outro estritamente falando, ambos são partes temporais que pertencem ao mesmo todo temporalmente estendido. O perdurantismo evita muitos problemas filosóficos que atormentam o endurantismo, mas o endurantismo parece estar mais em contato com a forma como normalmente concebemos a identidade diacrônica.

### Modalidade
Modalidade diz respeito aos conceitos de possibilidade, realidade e necessidade. No discurso contemporâneo, esses conceitos são frequentemente definidos em termos de mundos possíveis. Um mundo possível é uma forma completa de como as coisas poderiam ter sido. O mundo real é um mundo possível entre outros: as coisas poderiam ter sido diferentes do que realmente são. Uma proposição é possivelmente verdadeira se há pelo menos um mundo possível no qual é verdadeira; é necessariamente verdadeira se é verdadeira em todos os mundos possíveis. Os atualistas e os possibilistas discordam sobre o estado ontológico dos mundos possíveis. Os atualistas sustentam que a realidade é em seu núcleo real e que os mundos possíveis devem ser entendidos em termos de entidades reais, por exemplo, como ficções ou como conjuntos de sentenças. Os possibilistas, por outro lado, atribuem aos mundos possíveis o mesmo estado ontológico fundamental que ao mundo real. Esta é uma forma de realismo modal, sustentando que a realidade tem características irredutivelmente modais. Outra questão importante neste campo diz respeito à distinção entre seres contingentes e seres necessários. Os seres contingentes são seres cuja existência é possível, mas não necessária. Os seres necessários, por outro lado, não poderiam ter falhado em existir. Foi sugerido que esta distinção é a divisão mais alta do ser.

### Substâncias
A categoria de substâncias tem desempenhado um papel central em muitas teorias ontológicas ao longo da história da filosofia. "Substância" é um termo técnico dentro da filosofia que não deve ser confundido com o uso mais comum no sentido de substâncias químicas como ouro ou enxofre. Várias definições foram dadas, mas entre as características mais comuns atribuídas às substâncias no sentido filosófico é que são particulares que são ontologicamente independentes: são capazes de existir por si mesmos. Sendo ontologicamente independentes, as substâncias podem desempenhar o papel de entidades fundamentais na hierarquia ontológica. Se a "independência ontológica" é definida como incluindo a independência causal, então apenas entidades auto-causadas, como o Deus de Spinoza, podem ser substâncias. Com uma definição especificamente ontológica de "independência", muitos objetos cotidianos, como livros ou gatos, podem ser considerados substâncias. Outra característica definidora frequentemente atribuída às substâncias é sua capacidade de sofrer mudanças. As mudanças envolvem algo existente antes, durante e depois da mudança. Podem ser descritas em termos de uma substância persistente que ganha ou perde propriedades, ou de matéria mudando sua forma. Nesta perspectiva, a maturação de um tomate pode ser descrita como uma mudança na qual o tomate perde sua cor verde e ganha sua cor vermelha. Às vezes, considera-se que uma substância pode ter uma propriedade de duas maneiras: essencial e acidentalmente. Uma substância pode sobreviver a uma mudança de propriedades acidentais, mas não pode perder suas propriedades essenciais, que constituem sua natureza.

### Propriedades e relações
A categoria de propriedades consiste em entidades que podem ser exemplificadas por outras entidades, por exemplo, por substâncias. As propriedades caracterizam seus portadores, expressam como é seu portador. Por exemplo, a cor vermelha e a forma redonda de uma maçã são propriedades desta maçã. Várias maneiras foram sugeridas a respeito de como conceber propriedades em si e sua relação com substâncias. A visão tradicionalmente dominante é que as propriedades são universais que são inerentes a seus portadores. Como universais, podem ser compartilhadas por diferentes substâncias. Os nominalistas, por outro lado, negam que existem universais. Alguns nominalistas tentam explicar propriedades em termos de relações de semelhança ou pertinência de uma classe. Outra alternativa para os nominalistas é conceituar propriedades como particulares simples, os chamados tropos. Esta posição implica que tanto a maçã quanto sua vermelhidão são particulares. Maçãs diferentes ainda podem se assemelhar exatamente umas às outras em relação à sua cor, mas não compartilham a mesma propriedade particular nesta visão: os dois tropos de cor são numericamente distintas. Outra questão importante para qualquer teoria de propriedades é como conceber a relação entre um portador e suas propriedades. Os teóricos do substrato sustentam que há algum tipo de substância, substrato ou particular nu que atua como portador. A teoria de feixe (bundle theory) é uma visão alternativa que acaba com um substrato completamente: os objetos são simplesmente considerados como um feixe de propriedades. São mantidos juntos não por um substrato, mas pela chamada relação de compresência responsável pelo agrupamento. Tanto a teoria do substrato quanto a teoria de feixe podem ser combinadas com a conceituação de propriedades como universais ou como particulares.
Uma distinção importante para propriedades é entre propriedades categóricas e disposicionais. As propriedades categóricas dizem respeito a como algo é, por exemplo, que qualidades tem. As propriedades disposicionais, por outro lado, envolvem que poderes tem algo, o que é capaz de fazer, mesmo que não esteja realmente fazendo isso. Por exemplo, a forma de um cubo de açúcar é uma propriedade categórica, enquanto sua tendência a dissolver-se na água é uma propriedade disposicional. Para muitas propriedades há uma falta de consenso sobre como elas devem ser classificadas, por exemplo, se as cores são propriedades categóricas ou disposicionais. O categoricalismo é a tese de que em um nível fundamental existem apenas propriedades categóricas, que as propriedades disposicionais são inexistentes ou dependentes de propriedades categóricas. O disposicionalismo é a teoria oposta, dando primazia ontológica às propriedades disposicionais. Entre estes dois extremos, há dualistas que permitem propriedades categóricas e disposicionais em sua ontologia.
As relações são formas em que as coisas, os relata, estão ligadas umas às outras. Relações são, em muitos aspectos, semelhantes a propriedades, pois ambas caracterizam as coisas às quais se aplicam. Propriedades às vezes são tratadas como um caso especial de relações envolvendo apenas um relatum. Central para a ontologia é a distinção entre relações internas e externas. Uma relação é interna se é totalmente determinada pelas características de seus relata. Por exemplo, uma maçã e um tomate estão na relação interna de similaridade entre si porque ambos são vermelhos. Alguns filósofos inferiram disso que as relações internas não têm um estado ontológico próprio, pois podem ser reduzidas a propriedades intrínsecas. As relações externas, por outro lado, não são fixadas pelas características de seus relata. Por exemplo, um livro está em uma relação externa com uma mesa por estar em cima dela. Mas isto não é determinado pelas características do livro ou da mesa, como sua cor, sua forma, etc.

### Estados de coisas e eventos
Os estados de coisas são entidades complexas, em contraste com substâncias e propriedades, que geralmente são concebidas como simples. Entidades complexas são construídas a partir de ou constituídas por outras entidades. Os estados de coisas atômicos são constituídos por um particular e uma propriedade exemplificada por este particular. Por exemplo, o estado de coisas que Sócrates é sábio é constituído pelo particular "Sócrates" e a propriedade "sábio". Os estados de coisas relacionais envolvem vários particulares e uma relação que os conecta. Os estados de coisas que obtêm também são chamados de fatos. É controverso qual estado ontológico deve ser atribuído a estados de coisas que não obtêm. Os estados de coisas têm sido proeminentes na ontologia do século XX, pois várias teorias foram propostas para descrever o mundo como composto de estados de coisas. Muitas vezes se sustenta que os estados de coisas desempenham o papel de veridadores (truthmakers): julgamentos ou afirmações são verdadeiros porque o estado de coisas correspondente obtém.
Os eventos acontecem no tempo, às vezes são considerados como envolvendo uma mudança na forma de adquirir ou perder uma propriedade, como, por exemplo, a secagem da grama. Mas em uma visão liberal, a retenção de uma propriedade sem qualquer mudança também pode contar como um evento, por exemplo, a grama permanecendo molhada. Alguns filósofos veem os eventos como universais que podem se repetir em momentos diferentes, mas a visão mais dominante é que os eventos são particulares e, portanto, não repetíveis. Alguns eventos são complexos porque são compostos de uma sequência de eventos, muitas vezes chamada de processo. Mas mesmo eventos simples podem ser concebidos como entidades complexas envolvendo um objeto, um tempo e a propriedade exemplificada pelo objeto neste momento. A chamada filosofia do processo ou ontologia do processo atribui a primazia ontológica a mudanças e processos em oposição à ênfase no ser estático na metafísica da substância tradicionalmente dominante.

## Tipos de ontologias
As teorias ontológicas podem ser divididas em vários tipos de acordo com seus compromissos teóricos. Teorias ontológicas particulares ou tipos de teorias são frequentemente referidas como "ontologias" (singular ou plural). Este uso contrasta com o significado de "ontologia" (somente singular) como um ramo da filosofia: a ciência do ser em geral.

### Plano vs policategórico vs hierárquico
Uma maneira de dividir as ontologias é pelo número de categorias básicas que utilizam. As ontologias monocategóricas sustentam que há apenas uma categoria básica, enquanto as ontologias poligategóricas implicam que existem várias categorias básicas distintas. Outra forma de dividir ontologias é através da noção de hierarquia ontológica. As ontologias hierárquicas afirmam que algumas entidades existem em um nível mais fundamental e que outras entidades dependem delas. As ontologias planas (flat ontologies), por outro lado, negam tal status privilegiado a qualquer entidade. Jonathan Schaffer fornece uma visão geral dessas posições, distinguindo entre ontologies planas (não hierárquicas), ontologias classificadas (sorted ontologies) (policategóricas não hierárquicas) e ontologias ordenadas (ordered ontologies) (policategóricas hierárquicas).
As ontologias planas estão interessadas apenas na diferença entre existência e não existência. São planas porque cada ontologia plana pode ser representada por um conjunto simples contendo todas as entidades com as quais esta ontologia está comprometida. Uma exposição influente desta abordagem vem de Willard Van Orman Quine, razão pela qual foi chamada de abordagem quineana à meta-ontologia. Esta perspectiva não nega que as entidades existentes podem ser subdivididas e podem estar em várias relações entre si. Estas questões são questões para as ciências mais específicas, mas não pertencem à ontologia no sentido quineano.
As ontologias policategóricas estão preocupadas com as categorias do ser. Cada ontologia policategórica postula uma série de categorias. Estas categorias são exclusivas e exaustivas: cada entidade existente pertence a exatamente uma categoria. Um exemplo recente de uma ontologia policategórica é a ontologia de quatro categorias de E. J. Lowe. As quatro categorias são objeto, gênero, modo e atributo. A estrutura quádrupla é baseada em duas distinções. A primeira distinção é entre entidades substanciais (objetos e gêneros) e entidades não substanciais (modos e atributos). A segunda distinção é entre entidades particulares (objetos e modos) e entidades universais (gêneros e atributos). A realidade é construída através da interação de entidades pertencentes a diferentes categorias: entidades particulares instanciam entidades universais e entidades não substanciais caracterizam entidades substanciais.
As ontologias hierárquicas estão interessadas no grau de fundamentalidade das entidades que postulam. Seu principal objetivo é descobrir quais entidades são fundamentais e como as entidades não fundamentais dependem delas. O conceito de fundamentalidade é geralmente definido em termos de fundamentação metafísica (metaphysical grounding). As entidades fundamentais são diferentes das entidades não fundamentais porque não são fundamentadas em outras entidades. Por exemplo, às vezes se sustenta que as partículas elementares são mais fundamentais que os objetos macroscópicos (como cadeiras e mesas) que compõem. Esta é uma afirmação sobre a relação de fundamentação entre objetos microscópicos e macroscópicos. O monismo prioritário de Schaffer é uma forma recente de uma ontologia hierárquica. Sustenta que no nível mais fundamental existe apenas uma coisa: o mundo como um todo. Esta tese não nega nossa intuição de senso comum de que os objetos distintos que encontramos em nossos assuntos cotidianos, como carros ou outras pessoas, existem. Apenas nega que estes objetos têm a forma mais fundamental de existência. Um exemplo de ontologia hierárquica na filosofia continental vem de Nicolai Hartmann. Ele afirma que a realidade é composta de quatro níveis: o inanimado, o biológico, o psicológico e o espiritual. Estes níveis formam uma hierarquia no sentido de que os níveis mais altos dependem dos níveis mais baixos, enquanto os níveis mais baixos são indiferentes aos níveis mais altos.

### Ontologias de coisa vs ontologias de fatos
Ontologias de coisas (thing ontologies) e ontologias de fatos (fact ontologies) são ontologias de uma categoria: ambas sustentam que todas as entidades fundamentais pertencem à mesma categoria. Discordam sobre se esta categoria é a categoria de coisas ou de fatos. Um slogan para as ontologias de fatos vem de Ludwig Wittgenstein: "O mundo é a totalidade dos fatos, não das coisas".
Uma dificuldade para caracterizar esta disputa é esclarecer o que são coisas e fatos, e como eles diferem uns dos outros. As coisas são comumente contrastadas com as propriedades e relações que instanciam. Os fatos, por outro lado, são frequentemente caracterizados como tendo essas coisas e as propriedades/relações como seus constituintes. Isto se reflete em uma caracterização linguística aproximada desta diferença, na qual os sujeitos e objetos de uma afirmação se referem a coisas enquanto a afirmação como um todo se refere a um fato.
O reísmo é uma forma de ontologia de coisas. Franz Brentano desenvolveu uma versão do reísmo em sua filosofia posterior. Ele sustentava que só existem coisas particulares concretas. As coisas podem existir em duas formas: ou como corpos espaço-temporais ou como almas temporais. Brentano estava ciente do fato de que muitas expressões de senso comum parecem se referir a entidades que não têm lugar em sua ontologia, como propriedades ou objetos intencionais. Por isso ele desenvolveu um método para parafrasear estas expressões, a fim de evitar estes compromissos ontológicos.
D. M. Armstrong é um conhecido defensor da ontologia de fatos. Ele e seus seguidores se referem aos fatos como estados de coisas. Os estados de coisas são os elementos básicos de sua ontologia: eles têm particulares e universais como seus constituintes, mas são primários em relação a particulares e universais. Os estados de coisas têm existência ontologicamente independente, enquanto "as particulares sem propriedades e universais sem instâncias são falsas abstrações".

### Ontologias constituintes vs teorias de blob
As ontologias constituintes e teorias de blob, às vezes chamadas de ontologias relacionais, se preocupam com a estrutura interna dos objetos. As ontologias constituintes sustentam que os objetos têm uma estrutura interna composta por constituintes. Isto é negado pelas teorias de blob: sustentam que os objetos são "blobs" sem estrutura.
As teorias de feixe são exemplos de ontologias constituintes. Os teóricos de feixe afirmam que um objeto não é nada além das propriedades que ele "tem". De acordo com esta teoria, uma maçã normal poderia ser caracterizada como um feixe de vermelhidão, redondeza, doçura, etc. Os defensores da teoria de feixe discordam sobre a natureza das propriedades no feixe. Alguns afirmam que estas propriedades são universais, enquanto outros afirmam que são particulares, os chamados "tropos".
O nominalismo de classe, por outro lado, é uma forma de teoria de blob. Os nominalistas de classe sustentam que as propriedades são classes de coisas. Instanciar uma propriedade é meramente ser um membro da classe correspondente. Portanto, as propriedades não são constituintes dos objetos que as têm.

## Relação com a linguagem
A partir do platonismo, alguns filósofos alegam que todos os substantivos referem-se a entidades existentes, e que inclusive o não ser é um princípio essencial qualificado como um tipo diferente de ser (seu estudo foi chamado de meontologia). Outros filósofos sustentam que nem sempre substantivos nomeiam entidades, mas que alguns fornecem uma espécie de atalho para a referência, para uma coleção de objetos, ou eventos quaisquer. Neste último ponto de vista, mente, pois em vez de se referir a uma entidade, refere-se a eventos mentais vividos por uma pessoa. Por exemplo, sociedade remete para um conjunto de pessoas com algumas características comuns, e geometria refere-se a um tipo específico de atividade intelectual. Entre estes pólos de realismo e nominalismo, há também uma variedade de outras posições; mas em qualquer uma, a ontologia deve dar conta de que palavras referem-se a entidades que não "são". Quando se aplica a este processo, substantivos, tais como "elétrons", "energia", "contrato", "felicidade", "tempo", "verdade", "causalidade", e "Deus", a ontologia torna-se fundamental para muitos ramos da filosofia.

## História

### Filosofia hindu
A ontologia desempenha um papel na escola Samkhya de filosofia hindu do primeiro milênio a.C. A filosofia Samkhya considera que o universo consiste em duas realidades independentes: puruṣa (consciência pura e sem conteúdo) e prakṛti (matéria). O dualismo de substância entre puruṣa e prakṛti é semelhante, mas não idêntico, ao dualismo de substância entre mente e corpo que, seguindo as obras de Descartes, tem sido central em muitas disputas na tradição filosófica ocidental.:845 Samkhya vê a mente como sendo a parte sutil de prakṛti. É composto de três faculdades: a mente sensorial (manas), o intelecto (buddhi) e o ego (ahaṁkāra). Estas faculdades desempenham várias funções, mas são por si só incapazes de produzir consciência, que pertence a uma categoria ontológica distinta e pela qual somente puruṣa é responsável. A escola de Yoga concorda com a filosofia Samkhya sobre o dualismo fundamental entre puruṣa e prakṛti, mas difere da posição ateísta de Samkhya ao incorporar o conceito de uma "deidade pessoal, mas essencialmente inativa" ou "deus pessoal" (Ishvara). Essas duas escolas contrastam com o Advaita Vedanta, que está comprometido com uma forma estrita de monismo, ao sustentar que a aparente pluralidade de coisas é uma ilusão (Maya) escondendo a verdadeira unidade da realidade em seu nível mais fundamental (Brahman).

### Filosofia grega

#### Pré-socráticos
Na tradição filosófica grega, Parmênides foi um dos primeiros a propor uma caracterização ontológica da natureza fundamental da existência. No prólogo (ou proêmio) de Sobre a Natureza, ele descreve duas visões da existência. Inicialmente, nada vem do nada, portanto o Ser é eterno. Ele postula que o ser é o que pode ser concebido pelo pensamento, criado ou possuído. Portanto, não pode haver vazio nem vácuo, ou "não-ser"; e a verdadeira realidade não pode vir a ser nem deixar de ser. Em vez disso, a totalidade da criação é eterna, uniforme e imutável, embora não infinita (Parmênides caracterizou sua forma como a de uma esfera perfeita). Parmênides, portanto, postula que a mudança, conforme percebida na experiência cotidiana, é ilusória.
Oposta ao monismo eleático é a concepção pluralista do ser. No século V a.C., Anaxágoras e Leucipo substituíram a realidade do ser (única e imutável) pela do devir, portanto por uma pluralidade ôntica mais fundamental e elementar. Esta tese teve origem no mundo helênico, enunciada de duas maneiras diferentes por Anaxágoras e por Leucipo. A primeira teoria tratava de "sementes" (que Aristóteles chamava de "homeomerias") das várias substâncias. A segunda foi a teoria atomística, que tratou a realidade baseada no vácuo, nos átomos e seu movimento intrínseco nele.
O atomismo materialista proposto por Leucipo era indeterminista, mas Demócrito (c. 460–c. 370 a.C.) posteriormente o desenvolveu de forma determinista. Mais tarde (século IV a.C.), Epicuro tomou o atomismo original novamente como indeterminista. Ele via a realidade como composta de uma infinidade de corpúsculos ou átomos indivisíveis e imutáveis (do grego atomon, lit. 'incortável'), mas ele dá peso à caracterização dos átomos, enquanto para Leucipo eles são caracterizados por uma "figura", uma "ordem" " e uma "posição" no cosmos. Os átomos estão, além disso, criando o todo com o movimento intrínseco no vácuo, produzindo os diversos fluxos do ser. Seu movimento é influenciado pela parênquise (Lucrécio nomeia-o clinâmen) e isso é determinado pelo acaso. Essas ideias prenunciaram a compreensão da física tradicional até o advento das teorias do século XX sobre a natureza dos átomos.

#### Platão
Platão desenvolveu a distinção entre a verdadeira realidade e a ilusão, ao argumentar que o Ser que é real são formas ou ideias eternas e imutáveis (um precursor dos universais), das quais as coisas experimentadas na sensação são, na melhor das hipóteses, meras cópias, e reais apenas na medida em que copiam ("participar de") tais formas. Em geral, Platão presume que todos os substantivos (por exemplo, "beleza") se referem a entidades reais, sejam corpos sensíveis ou formas insensíveis. Assim, em Sofista, Platão argumenta que Ser é uma ideia na qual todas as coisas existentes participam e que elas têm em comum; ele argumenta, contra Parmênides, que as formas devem existir não apenas participando do Ser, mas que o próprio Não-ser é um tipo de ser: o não-ser é apenas uma alteridade, referindo-se de forma predicativa a algo que algum ente não é (outro ser), não a uma nulidade absoluta sem ser. No diálogo platônico Parmênides, ele busca resolução de aporias sobre as relações existentes entre parte e todo (mereologia), unidade e multiplicidade, movimento e repouso, ser e não-ser, mesmidade e alteridade, no ser primordial unitário que ele chama de Um e em seus componentes.

#### Aristóteles
Em suas Categorias, Aristóteles (384-322 a.C.) identifica dez tipos possíveis de coisas que podem ser o sujeito ou o predicado de uma proposição. Para Aristóteles existem quatro dimensões ontológicas diferentes:
1. de acordo com as várias categorias ou formas de abordar um ser como tal
2. de acordo com sua verdade ou falsidade (por exemplo, ouro falso, dinheiro falso)
3. se existe por si só ou simplesmente 'aparece' por acidente
4. de acordo com sua potência, movimento (energia) ou presença finalizada (Livro Teta de Metafísica).

### Filosofia budista
Na filosofia budista, a ontologia foi objeto de intenso estudo nas linhagens escolásticas do Abidarma.

### Idade Média
A ontologia medieval foi fortemente influenciada pelos ensinamentos de Aristóteles. Os pensadores deste período muitas vezes se baseavam em categorias aristotélicas como substância, ato e potência ou matéria e forma para formular suas próprias teorias. Ontologistas importantes nesta época incluem Avicena, Tomás de Aquino, Duns Scotus e Guilherme de Ockham.

#### Tomás de Aquino
Fundamental para a ontologia de Tomás de Aquino é sua distinção entre essência e existência: todas as entidades são concebidas como compostas de essência e existência. A essência de uma coisa é o que esta coisa é, significa a definição desta coisa. Deus tem um status especial, pois Ele é a única entidade cuja essência é idêntica à sua existência. Mas para todas as outras entidades finitas há uma distinção real entre essência e existência. Esta distinção se manifesta, por exemplo, em nossa capacidade de compreender a essência de algo sem saber sobre sua existência. Tomás concebe a existência como um ato de ser que atualiza a potência dada pela essência. Coisas diferentes têm essências diferentes, que impõem limites diferentes ao ato de ser correspondente. Os exemplos paradigmáticos de compostos de existência e essência são substâncias materiais como gatos ou árvores. Tomás incorpora a distinção de Aristóteles entre matéria e forma ao sustentar que a essência das coisas materiais, em oposição à essência das coisas imateriais como os anjos, é a composição de sua matéria e forma. Assim, por exemplo, a essência de uma estátua de mármore seria a composição do mármore (sua matéria) e a figura que tem (sua forma). A forma é universal, pois substâncias feitas de matéria diferente podem ter a mesma forma. As formas de uma substância podem ser divididas em formas substanciais e acidentais. Uma substância pode sobreviver a uma mudança de uma forma acidental, mas deixa de existir após uma mudança de uma forma substancial.

### Idade Moderna
A ontologia é cada vez mais vista como um domínio da filosofia separado no período moderno. Muitas teorias ontológicas deste período eram racionalistas no sentido de que viam a ontologia em grande parte como uma disciplina dedutiva que começa a partir de um pequeno conjunto de primeiros princípios ou axiomas, uma posição melhor exemplificada por Baruch Spinoza e Christian Wolff. Este racionalismo na metafísica e na ontologia foi fortemente oposto por Immanuel Kant, que insistiu que muitas afirmações assim alcançadas devem ser descartadas, pois vão além de qualquer experiência possível que possa justificá-las.

#### Descartes
A distinção ontológica de René Descartes entre mente e corpo é uma das partes mais influentes de sua filosofia. Na sua visão, as mentes são coisas pensantes enquanto os corpos são coisas extensas. Pensamento e extensão são dois atributos que cada um vem em vários modos de ser. Os modos de pensar incluem julgamentos, dúvidas, volições, sensações e emoções, enquanto as formas das coisas materiais são modos de extensão. Os modos vêm com um grau menor de realidade, pois dependem para sua existência de uma substância. As substâncias, por outro lado, podem existir por si mesmas. O dualismo de substâncias de Descartes afirma que toda substância finita é ou uma substância pensante ou uma substância extensa. Esta posição não implica que mentes e corpos estejam realmente separados uns dos outros, o que desafiaria a intuição de que temos um corpo e também uma mente. Em vez disso, implica que mentes e corpos podem, pelo menos em princípio, ser separados, já que são substâncias distintas e, portanto, são capazes de existência independente. Um problema de longa data para o dualismo de substâncias desde seu início tem sido explicar como mentes e corpos podem interagir causalmente entre si, como aparentemente fazem, quando uma volição efetua que um braço se mova ou quando a luz caindo sobre a retina causa uma impressão visual.

#### Spinoza
Baruch Spinoza é bem conhecido por seu monismo de substância: a tese de que existe apenas uma substância. Ele se refere a esta substância como "Deus ou Natureza", enfatizando tanto seu panteísmo quanto seu naturalismo. Esta substância tem uma quantidade infinita de atributos, que ele define como "o que o intelecto percebe da substância como constituindo sua essência". Destes atributos, apenas dois são acessíveis à mente humana: pensamento e extensão. Os modos são propriedades de uma substância que decorrem de seus atributos e, portanto, têm apenas uma forma de existência dependente. Spinoza vê as coisas cotidianas como rochas, gatos ou nós mesmos como meros modos e assim se opõe à concepção tradicional aristotélica e cartesiana de categorizá-las como substâncias. Os modos compõem sistemas determinísticos nos quais os diferentes modos estão ligados entre si como causa e efeito. Cada sistema determinístico corresponde a um atributo: um para coisas extensas, outro para coisas pensantes, etc. As relações causais só acontecem dentro de um sistema enquanto os diferentes sistemas funcionam em paralelo sem interagir causalmente entre si. Spinoza chama o sistema de modos Natura naturata ("natureza criada") e o contrasta com Natura naturans ("natureza criadora"), os atributos responsáveis pelos modos. Tudo no sistema de Spinoza é necessário: não há entidades contingentes. Isto é assim porque os atributos são eles mesmos necessários e porque o sistema de modos segue a partir deles.

#### Wolff
Christian Wolff define a ontologia como a ciência do ser em geral. Ele a vê como uma parte da metafísica, além da cosmologia, da psicologia e da teologia natural. Segundo Wolff, é uma ciência dedutiva, conhecível a priori e baseada em dois princípios fundamentais: o princípio da não contradição ("não pode acontecer que a mesma coisa seja e não seja") e o princípio de razão suficiente ("nada existe sem uma razão suficiente porque existe em vez de não existir"). Os seres são definidos por suas determinações ou predicados, que não podem envolver uma contradição. As determinações vêm em 3 tipos: essentialia, atributos e modos. Essentialia definem a natureza de um ser e, portanto, são propriedades necessárias deste ser. Os atributos são determinações que decorrem dos essencialia e são igualmente necessários, em contraste com os modos, que são meramente contingentes. Wolff concebe a existência como apenas uma determinação entre outras, que um ser pode carecer. A ontologia se interessa pelo ser em geral, e não apenas pelo ser real. Mas todos os seres, existentes ou não, têm uma razão suficiente. A razão suficiente das coisas sem existência real consiste em todas as determinações que constituem a natureza essencial desta coisa. Wolff refere-se a isto como uma "razão de ser" e a contrasta com uma "razão de devir", que explica porque algumas coisas têm existência real.

#### Schopenhauer
Arthur Schopenhauer foi um defensor do voluntarismo metafísico: ele considera a vontade como a realidade subjacente e última. A realidade como um todo consiste apenas de uma vontade, que é equiparada à kantiana coisa em si. Como a kantiana coisa em si, a vontade existe fora do espaço e do tempo. Mas, ao contrário da kantiana coisa em si, a vontade tem um componente experiencial: se apresenta na forma de esforço, desejo, sentimento, etc. A multiplicidade de coisas que encontramos em nossas experiências cotidianas, como árvores ou carros, são meras aparências que carecem de existência independente do observador. Schopenhauer as descreve como objetivações da vontade. Estas objetivações acontecem em diferentes "passos", que correspondem às formas platônicas. Todas as objetivações são fundamentadas na vontade. Esta fundamentação é governada pelo principium individuationis, que permite que uma multiplicidade de coisas individuais espalhadas no espaço e no tempo sejam fundamentadas na única vontade.

### Século XX
As abordagens dominantes da ontologia no século XX foram a fenomenologia, a análise linguística e o naturalismo. A ontologia fenomenológica, como exemplificada por Edmund Husserl e Martin Heidegger, baseia seu método na descrição da experiência. A análise linguística atribui à linguagem um papel central para a ontologia, como visto, por exemplo, na tese de Rudolf Carnap de que o valor de verdade das afirmações de existência depende da estrutura linguística em que são feitas. O naturalismo dá uma posição proeminente às ciências naturais com o propósito de encontrar e avaliar afirmações ontológicas. Esta posição é exemplificada pelo método de ontologia de Quine, que envolve analisar os compromissos ontológicos das teorias científicas.

#### Husserl
Edmund Husserl vê a ontologia como uma ciência de essências (science of essences). As ciências das essências são contrastadas com as ciências factuais (factual sciences): as primeiras são conhecíveis a priori e fornecem a base para as segundas, que são conhecíveis a posteriori. A ontologia como ciência das essências não está interessada em fatos reais, mas nas próprias essências, se elas têm instâncias ou não. Husserl distingue entre a ontologia formal, que investiga a essência da objetividade em geral, e ontologias regionais, que estudam as essências regionais que são compartilhadas por todas as entidades pertencentes à região. As regiões correspondem aos gêneros mais altos de entidades concretas: natureza material, consciência pessoal e espírito interpessoal. O método de Husserl para estudar ontologia e ciências da essência em geral é chamado de variação eidética. Envolve imaginar um objeto do tipo sob investigação e variar suas características. A característica alterada é inessencial para este tipo se o objeto pode sobreviver à sua mudança, caso contrário pertence à essência do tipo. Por exemplo, um triângulo continua sendo um triângulo se um de seus lados for estendido, mas deixa de ser um triângulo se um quarto lado for adicionado. A ontologia regional envolve a aplicação deste método às essências correspondentes aos gêneros mais elevados.

#### Heidegger
Central para a filosofia de Martin Heidegger é a noção de diferença ontológica: a diferença entre ser como tal e entidades específicas. Ele acusa a tradição filosófica de ter esquecido esta distinção, o que levou ao erro de entender o ser como tal como uma espécie de entidade última, por exemplo, como "ideia, energia, substância, mônada ou vontade de poder". Heidegger tenta retificar este erro em sua própria "ontologia fundamental", concentrando-se no sentido de ser, um projeto semelhante à meta-ontologia contemporânea. Um método para alcançar isto é o estudo do ser humano, ou Dasein, na terminologia de Heidegger. A razão disto é que já temos um entendimento pré-ontológico de ser que molda a forma como experimentamos o mundo. A fenomenologia pode ser usada para tornar explícito este entendimento implícito, mas tem que ser acompanhada pela hermenêutica, a fim de evitar as distorções devidas ao esquecimento do ser. Em sua filosofia posterior, Heidegger tentou reconstruir a "história do ser" para mostrar como as diferentes épocas na história da filosofia foram dominadas por diferentes concepções do ser. Seu objetivo é recuperar a experiência original do ser presente no pensamento dos primeiros pensadores gregos que foi obscurecida por filósofos posteriores.

#### Hartmann
Nicolai Hartmann é um filósofo do século XX dentro da tradição continental da filosofia. Interpreta a ontologia como a ciência de Aristóteles do ser enquanto ser: a ciência das características mais gerais das entidades, geralmente referidas como categorias, e as relações entre elas. Segundo Hartmann, as categorias mais gerais são os momentos do ser (existência e essência), os modos do ser (realidade e idealidade) e as modalidades do ser (possibilidade, atualidade e necessidade). Cada entidade tem tanto existência quanto essência. A realidade e a idealidade, em contraste, são duas categorias disjuntivas: cada entidade ou é real ou ideal. As entidades ideais são universais, repetíveis e sempre existentes, enquanto as entidades reais são individuais, únicas e destrutíveis. As entidades ideais incluem objetos matemáticos e valores. As modalidades do ser são divididas nas modalidades absolutas (atualidade e não atualidade) e nas modalidades relativas (possibilidade, impossibilidade e necessidade). As modalidades relativas são relativas no sentido de que dependem das modalidades absolutas: algo é possível, impossível ou necessário porque outra coisa é atual. Hartmann afirma que a realidade é composta por quatro níveis (inanimado, biológico, psicológico e espiritual) que formam uma hierarquia.

#### Carnap
Rudolf Carnap propôs que o valor de verdade das afirmações ontológicas sobre a existência de entidades depende da estrutura linguística na qual essas afirmações são feitas: são internas à estrutura. Como tal, muitas vezes são triviais, pois dependem apenas das regras e definições dentro desta estrutura. Por exemplo, decorre analiticamente das regras e definições dentro da estrutura matemática que os números existem. O problema que Carnap viu com os ontologistas tradicionais é que tentam fazer declarações externas ou independentes de estrutura sobre o que realmente é o caso. Tais declarações são, na melhor das hipóteses, considerações pragmáticas sobre qual estrutura escolher e, na pior das hipóteses, sem sentido, de acordo com Carnap. Por exemplo, não há nenhum fato sobre se o realismo ou idealismo é verdadeiro; sua verdade depende da estrutura adotada. O trabalho dos filósofos não é descobrir quais coisas existem por si mesmas, mas "engenharia conceitual": criar estruturas interessantes e explorar as consequências de adotá-las. A escolha da estrutura é guiada por considerações práticas como conveniência ou fecundidade, já que não há noção de verdade independente da estrutura.

#### Quine
A noção de compromisso ontológico desempenha um papel central nas contribuições de Willard Van Orman Quine para a ontologia. Uma teoria está ontologicamente comprometida com uma entidade se essa entidade deve existir para que a teoria seja verdadeira. Quine propôs que a melhor maneira de determinar isto é traduzindo a teoria em questão para a lógica de predicados de primeira ordem. De especial interesse nesta tradução são as constantes lógicas conhecidas como quantificadores existenciais, cujo significado corresponde a expressões como "existe..." ou "para alguns...". Eles são usados para ligar as variáveis na expressão seguinte ao quantificador. Os compromissos ontológicos da teoria correspondem então às variáveis ligadas pelos quantificadores existenciais. Esta abordagem é resumida pelo famoso ditado de Quine de que "ser é ser o valor de uma variável". Este método por si só não é suficiente para a ontologia, pois depende de uma teoria para resultar em compromissos ontológicos. Quine propôs que devemos basear nossa ontologia em nossa melhor teoria científica. Vários seguidores do método de Quine optaram por aplicá-lo a diferentes campos, por exemplo, às "concepções cotidianas expressas em linguagem natural".

## Ontologistas proeminentes
- Anselmo de Cantuária
- Tomás de Aquino
- Aristóteles
- Avicena
- David Malet Armstrong
- Alain Badiou
- Gustav Bergmann
- Bernard Bolzano
- Franz Brentano
- Mario Bunge
- Rudolf Carnap
- Ernst Cassirer
- Gilles Deleuze
- Daniel Dennett
- Jacques Derrida
- René Descartes
- Fyodor Dostoevsky
- Michel Foucault
- Hans-Georg Gadamer
- Al-Ghazali
- Étienne Gilson
- Nicolai Hartmann
- Georg Wilhelm Friedrich Hegel
- Martin Heidegger
- Heráclito
- Edmund Husserl
- Roman Ingarden
- Immanuel Kant
- Leszek Kołakowski
- Julia Kristeva
- Susanne Langer
- Gottfried Leibniz
- Stanisław Leśniewski
- Leucipo
- David Lewis
- Emmanuel Levinas
- John Locke
- Madhva
- Alexius Meinong
- Nagarjuna
- Friedrich Nietzsche
- Keiji Nishitani
- Parmênides
- Charles Sanders Peirce
- Platão
- Plotino
- Karl Popper
- Proclo
- Willard van Orman Quine
- Bertrand Russell
- Gilbert Ryle
- Jean-Paul Sartre
- Arthur Schopenhauer
- Duns Scotus
- John Searle
- Mário Ferreira dos Santos
- Shânkara
- Baruch Spinoza
- Shahab al-Din Yahya ibn Habash Suhrawardi
- Peter van Inwagen
- Gianni Vattimo
- Swami Vivekananda
- Alfred North Whitehead
- William de Ockham
- Ludwig Wittgenstein
- Slavoj Žižek
- Louis Lavelle
- Ram Roy Bhaskar